# Memento mori
『memento mori』（メメント・モリ）は、日本のロックバンド、BUCK-TICKの16枚目のオリジナルアルバム。2009年2月18日にBMG JAPANよりリリースされた。
初回盤はSHM-CD仕様でレコーディングドキュメンタリーを収録したDVD付スペシャルパッケージ仕様。

## 解説
- 前作『天使のリボルバー』から約1年半ぶりに発売された。
- タイトルの由来はメンバーの今井寿が愛好する人形作家の新作のタイトルから。ラテン語で「死を想う」という意味であるが、これを今井は前向きに解釈し「人間はいずれ死ぬのだから前向きに生きては如何か」という想いが込められている。
- 『十三階は月光』から突き詰めてきたバンドサウンドを意識した音作りがより一層際立っており、今井は後に「これまでの集大成と言える作品になった」と語っている[2]。
- ジャケットの髑髏は実際に作製されたオブジェで、ツアーでは小道具として使用された。
- 2017年11月7日に、デビュー30周年を記念し、全曲リマスター・ブルースペックCD2・紙ジャケット仕様で再発売された[3]。

## リリース履歴
| No. | 日付          | レーベル         | 規格                                  | 規格品番                    | 最高順位 | 備考                                                                                       |
| --- | ------------- | ---------------- | ------------------------------------- | --------------------------- | -------- | ------------------------------------------------------------------------------------------ |
| 1   | 2009年2月18日 | BMG JAPAN        | SHM-CD+DVD(初回生産限定盤) CD(通常盤) | BVCR-17074/17075 BVCR-11127 | 7位      | 初回生産限定盤はSHM-CD仕様・DVD付(レコーディングドキュメンタリー収録)・ 特殊ジャケット仕様 |
| 2   | 2017年11月7日 | アリオラジャパン | Blu-Spec CD2                          | BVCL-30043                  | 230位    | デジタルリマスター盤、紙ジャケット仕様                                                     |

## 収録曲

### 一覧
全編曲: BUCK-TICK
| #         | タイトル                                 | 作詞      | 作曲      | 時間  |
| --------- | ---------------------------------------- | --------- | --------- | ----- |
| 1.        | 「真っ赤な夜-Bloody-」                   | 櫻井敦司  | 今井寿    | 3:30  |
| 2.        | 「Les Enfants Terribles」                | 今井寿    | 今井寿    | 3:27  |
| 3.        | 「GALAXY」                               | 櫻井敦司  | 今井寿    | 4:19  |
| 4.        | 「アンブレラ」                           | 今井寿    | 今井寿    | 4:22  |
| 5.        | 「勝手にしやがれ」                       | 櫻井敦司  | 星野英彦  | 3:14  |
| 6.        | 「Coyote」                               | 櫻井敦司  | 今井寿    | 4:32  |
| 7.        | 「Message」                              | 櫻井敦司  | 星野英彦  | 5:12  |
| 8.        | 「Memento mori」                         | 今井寿    | 今井寿    | 5:59  |
| 9.        | 「Jonathan Jet-Coaster」                 | 櫻井敦司  | 今井寿    | 3:56  |
| 10.       | 「スズメバチ」                           | 今井寿    | 今井寿    | 4:21  |
| 11.       | 「Lullaby-III」                          | 櫻井敦司  | 今井寿    | 4:11  |
| 12.       | 「MOTEL 13」                             | 櫻井敦司  | 星野英彦  | 4:12  |
| 13.       | 「セレナーデ -愛しのアンブレラ-Sweety-」 | 今井寿    | 今井寿    | 5:12  |
| 14.       | 「天使は誰だ」                           | 今井寿    | 今井寿    | 5:00  |
| 15.       | 「HEAVEN」                               | 櫻井敦司  | 今井寿    | 5:35  |
| 合計時間: | 合計時間:                                | 合計時間: | 合計時間: | 67:02 |

### 曲解説
1. 真っ赤な夜-Bloody-
シングル「HEAVEN」のカップリング曲のアルバムバージョン。イントロにコーラスが追加され、ミックスが異なる。
2. Les Enfants Terribles
「急に別の声が出てきたら面白いかと思って」というアイディアから、Aメロ2では今井がボーカルを執っている。
3. GALAXY
先行シングル第2弾。
4. アンブレラ
スカのビートを取り入れている。今井曰く「傘に恋したコウモリの曲」。
5. 勝手にしやがれ
6. Coyote
アルバムリリースまでの期間やツアーのMCでも櫻井が「お気に入り」と語っていた楽曲。また樋口豊はこの楽曲で初めてアップライト・ベースに挑戦している。
7. Message
星野曰く「1曲目から飛ばして、どんどんアッパーになって一度ここで落とす。で、後半の「Memento mori」に進む。アルバムの前半と後半とのきっかけの曲」。元筋肉少女帯の三柴理がピアノで参加。
8. Memento mori
タイトルトラック。琉球民謡の音階が導入されている。またYMOの「ABSOLUTE EGO DANCE」のパロディ・サウンドもマニピュレーターの横山和俊によって挿入されている。
9. Jonathan Jet-Coaster
作詞者の櫻井曰く「限定したくはないが、例えば「かもめのジョナサン」がステルス機になって滑降していくようなイメージ」とのこと。
10. スズメバチ
11. Lullaby-III
元々は『極東 I LOVE YOU』のアウトテイクであった曲を本作用にリアレンジしたもの。『十三階は月光』収録の「Lullaby II」の発展系というわけではない。原曲は今井が詞をつけていたが、今作のイメージには合わないとして櫻井が新たに書き直している。
12. MOTEL 13
ツインギターの楽曲だが、両パートとも星野による演奏。
13. セレナーデ -愛しのアンブレラ-Sweety-
シングル「GALAXY」のカップリング曲のアルバムバージョン。ミックスが異なる。今井寿いわくトラック4「アンブレラ」のアンサーソング。
14. 天使は誰だ
歌詞に「ジョン」・「リボルバー」・「ライ麦畑」など、ジョン・レノン暗殺、もしくはケネディ大統領暗殺事件を思わせるワードが登場する。
15. HEAVEN
先行シングル第1弾。表記は無いがアルバムバージョンであり、シングルに比べアウトロが若干長くなっている。

## 参加ミュージシャン
- 櫻井敦司 - ボーカル
- 今井寿 - ギター、ノイズ、エレクトロニクス、コーラス
- 星野英彦 - エレクトリックギター、アコースティック・ギター、コーラス
- 樋口豊 - ベース
- ヤガミトール - ドラムス

### サポートミュージシャン
- 横山和俊 - マニピュレート、キーボード

### ゲストミュージシャン
- 三柴理 - ハモンドオルガン、ピアノ (#5・7)
- 坪倉唯子 - コーラス (#7)